# Сан-Ніколо-д'Арчидано
Сан-Ніколо-д'Арчидано (італ. San Nicolò d'Arcidano, сард. Arcidanu) — муніципалітет в Італії, у регіоні Сардинія,  провінція Ористано.
Сан-Ніколо-д'Арчидано розташований на відстані близько 410 км на південний захід від Рима, 70 км на північний захід від Кальярі, 25 км на південь від Ористано.
Населення — 2741 особа (2014).

## Демографія
Населення за роками:

Станом на 1 січня 2023 року в муніципалітеті офіційно проживав 61 іноземець з 18 країн, серед них 12 громадян країн Євросоюзу.

## Сусідні муніципалітети
- Гуспіні
- Могоро
- Пабіллоніс
- Терральба
- Урас